# Johannes Fibiger
Johannes Andreas Grib Fibiger (ur. 23 kwietnia 1867 w Silkeborgu, zm. 30 stycznia 1928 w Kopenhadze) – duński lekarz patolog, laureat Nagrody Nobla w dziedzinie fizjologii lub medycyny w 1926.

## Życiorys
Syn lekarza. Studiował medycynę na Uniwersytecie Kopenhaskim, uzyskując kwalifikacje lekarza w 1890. Po odbyciu praktyki w kilku szpitalach i dalszych studiach w Berlinie pod kierunkiem Roberta Kocha i Emila Behringa.
Doktoryzował się na Uniwersytecie w Kopenhadze w 1895. W latach 1897–1900 pracował na stanowisku prosektora w uniwersyteckim Instytucie Anatomii Patologicznej, a od 1900 pełnił tam funkcję dyrektora. Również w 1900 został mianowany profesorem anatomii patologicznej na Uniwersytecie w Kopenhadze.
Brał udział w kierowaniu wieloma duńskimi instytucjami medycznymi, był współredaktorem pism naukowych („Acta Pathologica et Microbiologica Scandinavica”, „Beiträge zur pathologischen Anatomie und zur allgemeinen Pathologie”), członkiem wielu stowarzyszeń medycznych i naukowych oraz doktorem honoris causa uniwersytetów w Paryżu i Leuven.
Prowadził eksperymentalne badania nad rakiem. W 1907 roku zaobserwował rozległe guzy brodawczakowate, wypełniające żołądki trzech dzikich szczurów. Badanie mikroskopowe wykazało obecność w ich żołądkach formacji podobnych do nicieni. Fibiger doszedł do wniosku, że przyczyną guzów były właśnie nicienie, będące pasożytami karaluchów. W 1913, zauważając proporcjonalną zależność między liczbą pasożytów a stopniem zmian anatomicznych w żołądku, Fibiger udowodnił, że może wywoływać takie nowotwory złośliwe u szczurów, karmiąc je karaluchami zarażonymi larwami nicieni Spiroptera carcinoma. Właśnie za tę pracę, „opisaną nieco ekstrawagancko przez Komitet Noblowski jako «największy wkład w medycynę eksperymentalną naszego pokolenia»”, Fibiger otrzymał w 1926 Nagrodę Nobla.
Chociaż nikt nie kwestionował, że Fibiger wywołał raka, środowisko naukowe nigdy całkowicie nie zaakceptowało twierdzenia, że takie narośla były spowodowane przez nicienie. Późniejsze badania wykazały, że chociaż nicienie, poprzez podrażnianie tkanek, mogą stymulować komórki rakowe do tworzenia guzów, same nicienie nie są bezpośrednią przyczyną raka, ponieważ nie są rakotwórcze dla zdrowych komórek. Praca Fibigera miała niewielki wpływ na eksperymentalne badania nad rakiem; niemal powszechnie preferowano prostsze metody karcynogenezy.
Fibiger zmarł 15 miesięcy po ogłoszeniu go laureatem Nagrody Nobla; główną przyczyną jego śmierci był rak jelita grubego.